# Penicillium inflatum
Penicillium inflatum är en svampart som beskrevs av Stolk & Malla 1971. Penicillium inflatum ingår i släktet Penicillium och familjen Trichocomaceae.   Inga underarter finns listade i Catalogue of Life.